# Manettia alba
Manettia alba là một loài thực vật có hoa trong họ Thiến thảo. Loài này được (Aubl.) Wernham mô tả khoa học đầu tiên năm 1919.